# Paleomerus hamiltoni
Paleomerus hamiltoni ist eine ausgestorbene Art der Gliederfüßer (Arthropoda) aus der aglaspidida-ähnlichen Ordnung Strabopida.

## Merkmale
Die Kopfplatte von Paleomerus hamiltoni ist kurz und etwa 2.5 bis 3 Mal so breit als lang. Die großen Augen liegen dorsal, im vorderen Bereich der Kopfplatte und weit auseinander. Der Rumpf besteht aus 11 nach hinten schmaler werdenden Abdominalsegmenten und einem breiten konischen Telson. Extremitäten sind nicht erhalten geblieben.

## Fundorte
Insgesamt wurden nur 4 Exemplare dieser Art im Mickwitzia Sandstein in der Nähe des Berges Kinnekulle in Schweden gefunden.

## Systematik
Die Art wurde nach ihrer Erstbeschreibung der monogenerischen Familie Paleomeridae Størmer, 1956 zugewiesen. Nachdem jedoch eine weitere Art (Paleomerus markowskii) entdeckt wurde, wurden beide Arten zusammen mit Strabops thacheri in die Familie Strabopidae klassifiziert. Einige Autoren waren der Meinung, dass P. hamiltoni eigentlich zu der Gattung Strabops gehört. Nach einem neueren Fund (Tetlie & Moore 2004) unterscheidet sich P. hamiltoni jedoch signifikant durch die Position der Augen und der Telsonlänge von S. thacheri. Die Familie Paleomeridae wird als redundant zu Strabopidae angesehen.